# Radosavska
Radosavska (szerbül: Радосавска), falu Banja Luka községben, Bosznia-Hercegovinában, Bosanska krajina területén, a Szerb Köztársaságban. 

## Fekvése
Bosznia-Hercegovina északi részén, Banja Lukától légvonalban 21, közúton 26 km-re északnyugatra, 170-260 méteres magasságban, a Potkozarje területén, a Gomjenica-folyó és a Brkolosa-patak által közrefogott dombvidéken fekszik. Beosztott falvai: Ajdarići, Cergići, Dakići, Đurići, Grahovci, Grujići, Jakovljevići, Jekići, Kasalovići, Krpelji, Lakići, Njeći, Plavljani, Pusci, Rakovancević, Sandalji, Rakovancević Strpći, Tolimiri, Visići és Vukajlovići.

## Népessége
| Nemzetiségi csoport | Népesség 1991 | Népesség 2013 |
| ------------------- | ------------- | ------------- |
| Szerb               | 493           | 272           |
| Bosnyák             | 0             | 0             |
| Horvát              | 3             | 0             |
| Jugoszláv           | 5             | 0             |
| Egyéb               | 13            | 1             |
| Összesen            | 514           | 273           |

## Története
Ezen a területen az emberi élet folytonossága a történelem előtti időkre vezethető vissza. A régészeti leletek tanúsága szerint a falu területe már a késő bronzkortól fogva lakott volt. A település Zemunica és Petkovo Brdo nevű részén olyan temetőket azonosítottak, melyek a kőrézkorban, a késő bronzkorban és a kora vaskorban is használatban voltak. Az itteni lakott települések folytonosságát jelzi, hogy Zemunica és Čergića Groblje lelőhelyeken középkori temetők maradványai is fennmaradtak. A kora középkorban ez a terület a Horvát Királyság része, majd vele együtt a 11. század végétől a Magyar Királyság része volt. Ezen belül 14. és 15. században a Szlavón bánság, majd a bosnyák bánok igazgatása alatt a Boszniai bánság része lett. A török hódítás következtében az itt lakók közül sokan átmenekültek a Száván, sokan elpusztultak, és valószínűleg csak egyharmaduk maradt szülőföldjén.
A település 1878-ig tartozott az Oszmán Birodalomhoz, ekkor a berlini kongresszus határozata alapján az Osztrák-Magyar Monarchia része lett. 1879-ben az első osztrák-magyar népszámlálás során a Banja Luka-i járáshoz és Banja Luka községhez tartozó településnek 66 háztartása és 353 ortodox lakosa volt. 1910-ben a Banja Luka-i járáshoz tartozó településeken 64 háztartást, 490 ortodox szerb és 10 muszlim lakost találtak. A monarchia szétesésével 1918-ban előbb a Szerb-Horvát-Szlovén Királyság, majd 1929-től a Jugoszláv Királyság része. 1921-ben a községnek összesen 70 háztartása és 488 lakosa volt. Jugoszlávia megszállása után a Független Horvát Állam (NDH) része lett. 1945-től a szocialista Jugoszlávia része volt. A daytoni békeszerződést követő területfelosztásnál Banja Luka község részeként a Szerb Köztársaság területéhez került.

## Oktatás
A faluban a piskavicai Ćiril és Metod Általános Iskola területi iskolája működik.

## Nevezetességei
- Čergića Groblje – késő középkori temető maradványai, melyben 13 db, nyugat-keleti tájolású stećak sírkő maradt fenn.[4]

- Petkovo Brdo – őskori temető maradványai. A régészeti feltárásokat 1962-ben (Z. Marić) és 1964-ben (B. Čović) végezték. Tíz darab sírt tártak fel, de a temető ennél valószínűleg sokkal nagyobb volt. Valaminnyei sír kisebb-nagyobb mértékben bolygatott volt. Az urnák égett csontokat, hamut és néhány bronz ékszert tartalmaztak és kerámia mellékletekkel is rendelkeztek. Koruk a kora vaskorra tehető.[4]

- Zemunica – őskori település és középkori temető maradványai. A falu északi részén fekvő 202 méteres Zemunica-dombon a régészeti feltárásokat 1962-ben (Z. Marić) és 1964-ben (B. Čović) végezték, majd később Z. Žeravica is végzett itt ásatásokat. A kultúrréteg 3 méteres mélységben található. A régészek három, különböző korú réteget azonosítottak, melyek lasinjai, a vučedoli és az urnamezős kultúrához tartoztak, koruk pedig a kőrézkor, a késő bronzkor és a kora vaskor volt. A lasinjai kultúra rétegének kivételével a többi rétegbe a középkorban (14. század) újabb sírokat ástak, melyek mellékleteként ezüstpénzeket is találtak.[4]